# Rio Ijuizinho
 (mars 2015).
Le rio Ijuizinho est un cours d'eau brésilien de l'État du Rio Grande do Sul.

## Géographie
Il naît à Jóia, passe par Eugênio de Castro et Entre-Ijuís et se jette dans le rio Ijuí, à la limite entre Entre-Ijuís et Santo Ângelo.